# Myriem Akheddiou
Myriem Akheddiou (Brussel, 27 september 1978) is een Belgische actrice.

## Carrière
Myriem Akheddiou werd in Brussel geboren als de dochter van een Belgische moeder en een Marokkaanse vader. Ze studeerde van 1999 tot 2002 aan het Koninklijk Conservatorium Brussel. Ze spreekt Frans, Italiaans, Engels, Spaans en Arabisch.
Akheddiou begon haar acteercarrière in het Brussels theater. Sinds eind jaren 2000 acteert ze ook regelmatig mee in films. Ze is vooral bekend van haar samenwerkingen met de broers Jean-Pierre en Luc Dardenne. Met hen werkte ze samen aan Le gamin au vélo (2011), Deux jours, une nuit (2014), La fille inconnue (2016) en Le jeune Ahmed (2019). Daarnaast had ze ook bijrollen in de Franse misdaadfilm La French (2014) en de Waalse tv-series Fritkot (2009–2011) en Un village français (2014).
In 2017 vertolkte ze een rol in de Belgische thriller Une part d'ombre (2017) van regisseur Samuel Tilman. De hoofdrol in de film werd vertolkt door Fabrizio Rongione, met wie ze in werkelijkheid een relatie heeft.

## Filmografie (selectie)
- Le gamin au vélo (2011)
- Deux jours, une nuit (2014)
- La French (2014)
- La fille inconnue (2016)
- Timgad (2016)
- Cigarettes et chocolat chaud (2016)
- Une part d'ombre (2017)
- Le jeune Ahmed (2019)
- Pandore (2022)